# Clifford Frondel
Clifford Frondel (* 8. Januar 1907 in New York City; † 12. November 2002 in Winchester (Massachusetts)) war ein US-amerikanischer Mineraloge.

## Leben und Wirken
Frondel wuchs in Queens auf und wurde durch seinen Gymnasiallehrer in Flushing an die Mineralogie herangeführt. Er studierte Bergbauwesen und Geologie an der Colorado School of Mines (Abschluss 1929) und an der Columbia University (Master-Abschluss 1936). 1939 wurde er bei Martin J. Buerger am Massachusetts Institute of Technology promoviert.
Er war seit 1949 Professor und Kurator für Mineralogie am Mineralogical Museum der Harvard University.
Frondel veröffentlichte über 200 wissenschaftliche Arbeiten und entdeckte 48 neue Mineralarten (und aberkannte 50 weitere in Zusammenhang mit seiner Neubearbeitung von Dana’s System of Mineralogy).
Er war auch mit angewandter Forschung befasst, entwickelte im Zweiten Weltkrieg für das US Army Signal Corps Quarz-Oszillatoren für Walkie-Talkies, wobei er von 1942 bis 1943 in Großbritannien war und von 1943 bis 1945 Forschungsleiter bei den Reeves Sound Laboratories. Er arbeitete in Harvard mit dem Urologen Edwin L. Prien an Methoden, Nierensteine besser auf Röntgenaufnahmen zu erkennen (und veröffentlichte mit Prien über Blasensteine) und war mit der Entwicklung spektrographisch-chemischer Methoden zur Entdeckung von Kunstfälschungen befasst. Mit der Linde Air Products Corp. arbeitete er an Methoden der künstlichen Erzeugung von Rubinen und Saphiren und er befasste sich mit den Gefahren und der Mineralogie von Asbest. In den 1940er Jahren bis 1951 unternahm er umfangreiche Untersuchungen über das Vorkommen von Uran- und Thoriummineralien und von Scandium im Auftrag der Atomic Energy Commission und des US Geological Survey. Im Jahr 1961 wurde er zum Mitglied der Leopoldina gewählt.
Frondel war ab 1964 im Rahmen einer Kommission der National Academy of Sciences an der Planung der Sammlung von Gesteinsproben vom Mond beteiligt. Er war 1969 persönlich an der Öffnung der ersten Probenkiste von Mondgestein der Apollo-11-Mission beteiligt und auch an den späteren Proben von bemannten Mondlandungen, wobei er anfangs auch mit anderen Wissenschaftlern in Quarantäne gesteckt wurde.
1965 bis 1969 war er Vorstand der Fakultät für Geowissenschaften. 1977 emeritierte er.
Mit Charles Palache und Harry Berman bearbeitete er drei Bände der 7. Auflage von Dana’s System of Mineralogy.
Er war seit 1949 in zweiter Ehe mit der Mineralogin Judith Weiss verheiratet und hatte zwei Töchter jeweils aus erster und zweiter Ehe.

## Ehrungen und Mitgliedschaften
1949 wurde Frondel in die American Academy of Arts and Sciences gewählt. 1958 erhielt er die Friedrich-Becke-Medaille, 1969 die Emanuel Boricky Medaille der Karls-Universität Prag und 1964 die Roebling Medal und den Distinguished Achievement Award der Colorado School of Mines. Er war Ehrenmitglied der Mineralogical Society of Great Britain and Ireland. Er war seit 1963 Mitglied der Accademia dei Lincei.
Die Minerale Cliffordit und Frondelit sind nach ihm benannt.

## Schriften
- Systematic mineralogy of Uranium and Thorium. United States Government Printing Office, Washington D. C. 1958
- mit Daphne Riska, Judith Weiss Frondel: X-ray powder data for uranium and thorium minerals. Washington D. C. 1956
- The minerals of Franklin and Sterling Hill, a checklist. Wiley/Interscience, 1972
- mit H. Catherine W. Skinner, Malcolm Ross: Asbestos and other fibrous materials: mineralogy, crystal chemistry, and health effects. Oxford University Press, 1988